# ریکاردو جیووانی
ریکاردو جیووانی (انگلیسی: Riccardo Giovanelli؛ زادهٔ ۳۰ اوت ۱۹۴۶) ستاره‌شناس، و استاد دانشگاه اهل ایتالیا است.
وی همچنین برندهٔ جوایزی همچون نشان هنری دراپر شده‌است.